# 馬丁·齊蓋萊
馬丁·齊蓋爾（法語：Martin Ziguélé）是中非共和國政治家，曾在2001至2003年期間擔任中非共和國總理。他在2005年中非共和國大選中獲得排行第二名的票數，现任中非人民解放運動主席。
2021年10月，COD-2020 聯盟、Crépin Mboli-Goumba 的愛國黨和 马丁的中非人民解放運動從組委會撤回了他們的代表，並譴責“企圖破壞對話”。